# Посоки
„Посоки“ е игрален филм от 2017 г. на режисьора Стефан Командарев. Той е копродукция между България, Германия и Република Македония.
Филмът е подкрепен от Националния филмов център – България, Регионалния филмов фонд МДМ – Германия, Македонската филмова агенция, „КИА моторс“ – България, Дарик радио, Yellow Taxi.
Премиерата му е на 26 май 2017 г. на Международния филмов фестивал в Кан.

## Сюжет
Внимание:  Текстът по-долу разкрива сюжета на произведението (или части от него)!
Филмът представя шест истории, случващи се в шест отделни таксита в София в рамките на 24 часа. Водещите герои са таксиметровите шофьори, които са най-точните свидетели на случващото се в обществото. Останалите герои са клиентите на такситата, които са от най-различни обществени слоеве.

## Актьорски състав
- Ирини Жамбонас
- Георги Кадурин – Попов
- Асен Блатечки
- Васил Василев-Зуека – Мишо
- Стефан Денолюбов
- Юлиан Вергов
- Васил Банов - Коста
- Герасим Георгиев – Геро
- Иван Бърнев – Владо
- Стефка Янорова
- Николай Урумов - Генади
- Борислава Стратиева – Лора
- Анна Командарева – Никол
- Троян Гогов

## Награди
- Номинация в категория „Особен поглед“ на Международния филмов фестивал в Кан (2017 г.).[2][3]
- Специална награда на журито на фестивала „Златна роза“ (Варна, 2017)[4]